# Bruno Cassiers
Pour les articles homonymes, voir Cassiers.
Bruno Cassiers, né en 1949 à Bruxelles, est un auteur, conteur, essayiste, dessinateur et illustrateur belge.

## Biographie
Bruno Cassiers naît en 1949 à Bruxelles. Il a une formation d’architecte. Il suit formation aux Studios Hergé en 1967 puis il y travaille en 1970 comme assistant aux décors de Tintin et les Picaros,. Ensuite, il entame une carrière d’auteur et dessinateur. Dans les années 1970, il écrit et illustre des contes humoristiques : Abélard le kangourou et Le Voyage d'Abélard publiés aux éditions Rossel.
Par ailleurs, il a réalisé des dessins au cours de voyages en Asie, en Afrique et au Moyen-Orient (surtout en Égypte, où il a dessiné tant les monuments de l'antiquité pharaonique que ceux du Caire médiéval). Ceux-ci sont publiés dans un ouvrage intitulé L'Égypte dessinée dont il est auteur aux éditions Lycaons en 2012.
En 2022, il sort l'essai Les Secrets d'Hergé dessinateur ou l'art de composer les images dans la collection « Zoom sur Hergé » aux éditions 1000 Sabords,,.
Il a également été professeur à l'École supérieure des arts Le 75,, où il a enseigné la composition visuelle. 

## Œuvre

### Littérature jeunesse
- Abélard le kangourou, conte illustré, Bruxelles/Paris, Rossel ; réédition Fleurus

1. Abélard le kangourou[8], 1972.
2. Le Voyage d'Abélard, 1972.

- Dustam : una storia felice[9] (conte illustré, Rome/Buenos Aires, 1981).

### Ouvrage
- L'Égypte dessinée, étude historique, Grez Doiceau, Lycaons, 2012.

### Essai
- Les Secrets d'Hergé dessinateur ou l'art de composer les images (essai), Paris, 1000 Sabords, coll. « Zoom sur Hergé », 9 février 2022, 104 p. (ISBN 9791033402008, présentation en ligne)